# Mehmed Spaho

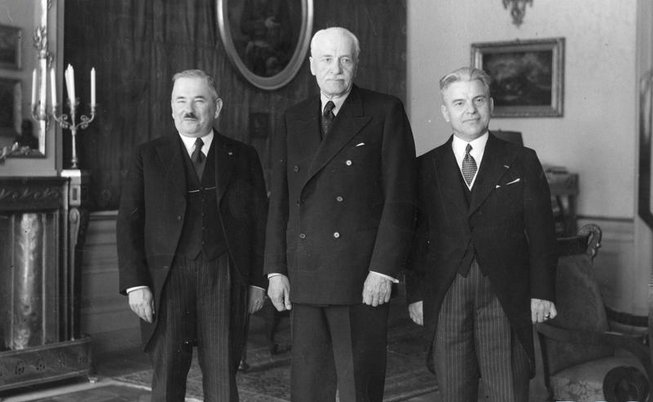
Spotkanie Mehmeda Spaho z prezydentem Ignacym Mościckim w Warszawie w 1937 (pierwszy z lewej M.Spaho)

Mehmed Spaho (ur. 13 marca 1883 w Sarajewie, zm. 29 czerwca 1939 w Belgradzie) – jugosłowiański polityk, przywódca polityczny Muzułmanów z Bośni i Hercegowiny.
Ukończył studia prawnicze na Uniwersytecie Wiedeńskim. Od 1910 był sekretarzem Izby Handlowej w Sarajewie. Od 1921 do 1939 przewodniczył Jugosłowiańskiej Organizacji Muzułmańskiej (JMO). Sprawował urząd ministra w resortach górnictwa (1918-1919), przemysłu i handlu (1921-1922 i 1927-1929), finansów (1925) oraz transportu (1935-1939).